# Risto Mattila
Risto Mattila (Kannus, 4 febbraio 1981) è un ex snowboarder finlandese.

## Biografia
Specializzato nell'halfpipe e nel big air e attivo in gare FIS dal novembre 1999, Mattila ha debuttato in Coppa del Mondo il 16 marzo 2001, giungendo 10º a Ruka. Il 19 novembre dello stesso anno ha ottenuto il suo primo podio, classificandosi 3º a Tignes. Il 21 dicembre 2002 ha ottenuto la sua prima vittoria, imponendosi a Stoneham. Nella stagione 2003-2004 si è aggiudicato la Coppa del Mondo di halfpipe.
In carriera ha preso parte a due rassegne olimpiche e a sette iridate, vincendo l'oro in big air nel 2003.

## Palmarès

### Mondiali
- 1 medaglia:
  - 1 oro (big air a Kreischberg 2003)

### Coppa del Mondo
- Vincitore della Coppa del Mondo di halfpipe nel 2004
- Miglior piazzamento nella Coppa del Mondo generale di freestyle: 36º nel 2006
- 20 podi:
  - 9 vittorie
  - 6 secondi posti
  - 5 terzi posti

#### Coppa del Mondo - vittorie
| Data             | Luogo                    | Paese       | Disciplina |
| ---------------- | ------------------------ | ----------- | ---------- |
| 21 dicembre 2002 | Stoneham                 | Canada      | BA         |
| 6 dicembre 2003  | Tandådalen               | Svezia      | BA         |
| 23 gennaio 2004  | Kreischberg              | Austria     | HP         |
| 24 gennaio 2004  | Kreischberg              | Austria     | HP         |
| 12 marzo 2004    | Bardonecchia             | Italia      | HP         |
| 18 dicembre 2004 | Klagenfurt am Wörthersee | Austria     | BA         |
| 11 febbraio 2005 | Bardonecchia             | Italia      | HP         |
| 12 febbraio 2005 | Torino                   | Italia      | BA         |
| 9 ottobre 2006   | Rotterdam                | Paesi Bassi | BA         |

Legenda:

HP = Halfpipe

BA = Big air